# Tancred Ibsen
Tancred Ibsen, född 11 juli 1893 i Gausdal, död 4 december 1978 i Oslo, var en norsk filmregissör och manusförfattare samt flygpionjär och officer. Han var från 1918 gift med skådespelaren Lillebil Ibsen. Tancred Ibsen var son till författaren Sigurd Ibsen och dennes hustru Bergliot Bjørnson och alltså barnbarn till såväl Henrik Ibsen som Bjørnstjerne Bjørnson.
1931 regisserade han Norges första ljudfilm Det stora barndopet baserad på Oskar Braatens pjäs. Som regissör var han verksam i USA, Sverige och Danmark.

## Biografi

### Flygkarriär
Ibsens intresse för flyg väcktes i unga år men det var först 1911 som han såg en flygmaskin på riktigt när den franske piloten Gournay genomförde en flyguppvisning på Etterstad utanför Oslo. 1917 sökte han sig till Hærens Flyvevåpen där han utbildades till pilot i en Farman vid flygskolan på Kjeller. Han kom senare under löjtnant Christian Hellesen ledning att flyga in sig på Avro. Han tilldelades norskt aviatördiplom nr 61. Han kom därefter att själv bli flyglärare vid skolan. I juni 1918 förflyttades han till marinflyget i Horten för att flyga in sig på sjöflygplan. I Ibsens utbildningsprogram som militär flygare återstod endast höghöjdsutbildning och han återvände till Kjeller. I samband med sin examen satte han skandinaviskt höjdrekord med 5 100 meter.
I september 1918 tjänstgjorde han som provflygare i Kjeller Flyfabrikks nya F.F 5. När Forsvarsdepartement 9 april 1919 tillkännagav vilka norska militärflygare som skulle delta i tävlingen Skandinaviske Stjerneflyvning blev Ibsen, Hjalmar Riiser-Larsen och Emil Horgen beordrade att representera det norska försvaret. Det blev ingen pallplats för Ibsen och mekanikern Leif Lier i tävlingen, men han tilldelades Dansk Aeronautic Selskabs hederspris. Han lämnade Hærens Flyvevåpen som löjtnant för att tillsammans med Christian Hellesen bilda flygbolaget A/S Aero i januari 1920. Han var verksam i företaget fram till oktober 1920, då han fru övertalade honom att ge upp yrkesflygandet.

### Filmkarriär
År 1923 följde Ibsen med frun Lillebil till USA där hon turnerade. Han blev intresserad av film och arbetade 1924–1925 som assistent hos Metro-Goldwyn-Mayer i Hollywood, bland annat för Victor Sjöström och King Vidor. Han prövade även lyckan som manusförfattare, men visade ingen större talang och fick sparken.
När Ibsen kom hem till Norge spelade han in Norges-filmen (1926), en propagandafilm om landet för den utländska marknaden. Filmen är i dag förlorad. 1931 regisserade Ibsen tillsammans med Einar Sissener den första norska ljudfilmen, Det stora barndopet, efter skådespelet av Oskar Braaten. Trots låg budget, svåra inspelningsförhållanden samt ny och oprövad teknik blev filmen en stor framgång på de norska biograferna.
Härnäst regisserade Ibsen i Sverige en norsk version av den svenska filmen Vi som går köksvägen (Vi som går kjøkkenveien, 1933), och därefter Op med hodet! (1934) hemma i Norge. Den sistnämnda filmen blev ingen större succé, och Ibsen återvände till Sverige, där han regisserade Synnöve Solbakken (1934) och därefter tre lättare komedier för Stockholmsbolaget Irefilm.
Han återvände till Norge, där Norsk Film hade byggt nya ateljéer på Jar i Bærum. Här inledde han med To levende og en død (1937, efter en roman av Sigurd Christiansen) en kort guldålder inom norsk film, som fortsattes med "zigenarfilmen" Tattarbruden (1937), den historiska Gjest Baardsen (1939) om 1800-talsbrottslingen med samma namn, och Alexander Kielland-filmatiseringen Tørres Snørtevold (1940). De tre sistnämnda filmerna har alla Alfred Maurstad i huvudrollen.
När Tyskland invaderade Norge 1940 var Ibsen ledare för en skvadron i Gudbrandsdalen, där han tillsammans med britterna stred mot tyskarna. Han tilldelades senare Military Cross för insatsen. 1943 greps han, liksom alla andra norska officerare, och sattes i fängelse i Schildberg, där han blev kvar till dess att kriget var över.
Efter kriget gjorde Ibsen den experimentella Den hemlighetsfulla våningen (1948), där Ola Isene spelar en medelålders byråkrat som attraheras av en mystisk yngre kvinna. Därefter spelade han in To mistenkelige personer (1950), en film om ett verkligt mordfall på 1920-talet. En av gärningsmännen, som hade sonat sitt straff, processade för att få filmen stoppad, och detta lyckades också. Omkring hälften av det inspelade materialet återanvändes sedan i Savnet siden mandag (Polisen efterlyser, 1955), som regisserades av Sigval Maartmann-Moe.
Från 1950-talet och framåt var Ibsen inte längre lika produktiv, och filmerna han gjorde höll heller inte samma kvalitet som under guldåldern. Episodfilmen Storfolk og småfolk från 1951, efter noveller av Hans Aanrud, anses vara ojämn, och därefter gjorde han en reportagefilm om Olympiska vinterspelen 1952 i Oslo (1952). 1960 kom så klättringsfilmen Venner efter Arnulf Øverlands pjäs, och 1963 kom hans sista film, en filmatisering av farfadern Henrik Ibsens pjäs Vildanden.
Ibsens självbiografi Tro det eller ei gavs ut 1976. I denna uttrycker han sin frustration över Norsk Film och NRK, som han klandrar för att de inte gav honom fler chanser och som han menade behandlade arvet efter konstnärssläkten Ibsen illa.

## Filmografi
Enligt Internet Movie Database och Svensk Filmdatabas. Dokumentärer är inte medtagna.

### Regi
- 1926 – Norges-filmen
- 1931 – Det stora barndopet
- 1933 – Vi som går kjøkkenveien
- 1934 – Op med hodet!
- 1934 – Synnöve Solbakken
- 1935 – Kanske en gentleman
- 1935 – Du har lovet mig en kone!
- 1936 – Ä' vi gifta?
- 1936 – Spöket på Bragehus
- 1936 – Stackars miljonärer
- 1937 – To levende og en død
- 1937 – Tattarbruden
- 1939 – Valfångare
- 1939 – Gjest Baardsen – en norsk Lasse-Maja
- 1940 – Tørres Snørtevold
- 1942 – Den farlige leken
- 1946 – Et spøkelse forelsker seg
- 1948 – Den hemlighetsfulla våningen
- 1950 – To mistenkelige personer
- 1951 – Storfolk og småfolk
- 1952 – De VI olympiske vinterleker Oslo 1952
- 1955 – Polisen efterlyser
- 1960 – Venner
- 1963 – Vildanden

### Manus
- 1931 – Det stora barndopet
- 1933 – Vi som går kjøkkenveien
- 1934 – Synnöve Solbakken
- 1935 – Du har lovet mig en kone!
- 1936 – Ä' vi gifta?
- 1936 – Stackars miljonärer
- 1937 – To levende og en død
- 1937 – Tattarbruden
- 1939 – Gjest Baardsen – en norsk Lasse-Maja
- 1940 – Kyökin puolella
- 1940 – Tørres Snørtevold
- 1942 – Den farlige leken
- 1943 – Som du vill ha mej
- 1943 – Som du vil ha' mej
- 1946 – Et spøkelse forelsker seg
- 1948 – Den hemlighetsfulla våningen
- 1950 – To mistenkelige personer
- 1951 – Storfolk og småfolk
- 1955 – Polisen efterlyser
- 1960 – Venner
- 1965 – Skjær i sjøen